# Pentátion
Pentátion (Pentati) är en ort i Grekland.   Den ligger i prefekturen Nomós Kerkýras och regionen Joniska öarna, i den västra delen av landet, 400 km nordväst om huvudstaden Aten. Pentátion ligger 253 meter över havet och antalet invånare är 262. Den ligger på ön Korfu.
Terrängen runt Pentátion är huvudsakligen kuperad, men åt sydost är den platt. Havet är nära Pentátion åt sydväst.  Närmaste större samhälle är Korfu, 11,4 km nordost om Pentátion. 